# Конвенция на Съвета на Европа за превенция и борба с насилието над жени и домашното насилие
Конвенцията на Съвета на Европа за превенция и борба с насилието над жени и домашното насилие (на английски: Council of Europe Convention on preventing and combating violence against women and domestic violence), наричана още Истанбулска конвенция (на английски: Istanbul Convention), е конвенция на Съвета на Европа относно насилието над жени и домашното насилие. Конвенцията е предложена за подписване на 11 май 2011 г. в Истанбул, Турция, и е в сила от 1 август 2014 г.
Към май 2018 г. Конвенцията е подписана от 45 държави (всички членове на Съвета на Европа, с изключение на Азербайджан и Русия), както и от Европейския съюз. На 12 март 2012 г. Турция става първата държава ратифицирала Конвенцията, последвана от 32 други държави в периода от 2013 до 2018 г. (Албания, Андора, Австрия, Белгия, Босна и Херцеговина, Хърватия, Гърция, Кипър, Дания, Естония, Финландия, Франция, Грузия, Германия, Исландия, Италия, Малта, Монако, Черна гора, Холандия, Норвегия, Полша, Португалия, Румъния, Сан Марино, Сърбия, Словения, Испания, Швеция, Швейцария, Северна Македония, Люксембург).